# Részvénytársaság
A részvénytársaság (magyarul röviden: rt.) egy olyan gazdasági társaság, amely előre meghatározott számú és névértékű részvényekből álló alaptőkével működik. Ezen részvények névértékének, vagy kibocsátási értékének a szolgáltatása a részvénytársaság részvényeseinek a kötelezettsége. Adott törvényi környezet függvényében a részvénytársaság további kötelezettségeiért a részvényesek nem felelnek.

## Története
A részvénytársaságok, a részvényjog a francia és holland gyarmati idők jogi környezetéből eredeztethetőek, miután kiderült, hogy Amerika és India gyarmatosítása sokkal könnyebben megy, ha azt egyéni vállalkozások segítségével bonyolítják le. A nagy hajótársaságok lehetőséget láttak abban, hogy a lakosság tehetősebb rétegei kvázi tulajdoni hányadot vásárolhassanak a társaságokban, ezzel is saját részvételüket biztosítva a gyarmatosítás folyamataiban. 
Ez a folyamat a 18. század elejéig tartott, miután elkezdtek elterjedni a tisztességtelen lépések, mind az alapítás, mind az árfolyam befolyásolása terén. Ennek eredményeképp később a részvénytársaságok alapszabályaiba is belefoglalták az évente esedékes nyilvános mérleget, melynek figyelembevételével dönt a társaság közgyűlése az osztalék mértékéről. A részvénytársaságok minél szigorúbb törvényi keretek közé szorítására az angliai válság tett pontot azzal, hogy kizárólag névre szóló részvények kibocsátását engedélyezte, korlátlan és egyetemleges felelősséggel.
A részvénytársaságok mai jogi szabályozásai a francia kereskedelmi törvénykönyv, a Code de Commerce-ből erednek, ahol a korábbiakkal ellentétben a demokrácia diadalaként tekintettek a részvénytársaságok kialakulására, tekintettel arra, hogy a részvényesek egyenlőek voltak, és a társaság legfőbb szervében, a közgyűlésben részvényeik számának megfelelő szavazattal bírtak.
A részvényesek közül azonban mégis annak volt nagyobb befolyása, aki több részvényt tulajdonolt, ezzel együtt viszont több pénzt is kockáztatott. Az így létrejött nagy alaptőke viszont maga után vonta az állami engedélyeket egy részvénytársaság megalapításakor, ekörben az állam a célszerűséget és a jogszerűséget vizsgálta, valamint biztosította a korlátolt felelősséget.  
A részvénytársaság működési formája egyre elterjedtebbé vált, azonban az ipari forradalom volt az, amiben a legjelentősebb gazdasági társasággá nőtte ki magát. A tömegtermelés jelentős tőkét igényelt, azt pedig ebben a formában volt a legegyszerűbb biztosítani.
A tőkeszerzés könnyebbsége és a spekulációkompatibilitás számos olyan tőkével rendelkező magánszemélyt vonzott, akik befektetést kerestek, hiszen már viszonylag kis összeggel is részesedést lehetett vásárolni a legnagyobb vállalatokban a korlátlan nyereség ígéretével. A részvénytársaság működése folyamatosan biztosítva volt, hiszen abban az esetben, ha tőkére volt szükségük, részvényeket bocsátottak ki, így többlet tőkét szerezve a vállalat terveihez. Ezzel a magánvállalatok növekedési korlátai is megdőltek, hiszen most már nem kizárólag saját tőkével tudtak kalkulálni.
Az első jelentős magyar részvénytársaság Széchenyi István nevéhez fűződik, így jött létre például a Lánchíd részvénytársaság, a “részvénytársaság” szó ennek kapcsán szerepelt először a magyar újságírásban. A Pesti Hengermalom részvénytársaság pedig az első modern magyar ipari részvénytársaság volt.
A 19. század végére megszaporodtak azok a részvénytársaságok, amelyeket kifejezetten spekulatív céllal hoztak létre, kizárólag a kezdeti tőkenyereségért és a tőzsdeindex befolyásolásáért. Ilyen társaságok omlottak össze az 1973-as olajválság idején is, ezért az újabb szabályozások értelmében már minden jelentősebb üzleti műveletet nyilvánosságra kellett hozni.

## Tulajdonságai
A részvénytársaság alapítása során az alapítók dolgozzák ki a működési tervet és annak feltételeit. Lehet szimultán alapítású, vagyis az alapítók saját vagyonán jegyzett részvényekkel, illetve úgynevezett szukcesszív alapítású, amikor az alapítók felhívással fordulnak a potenciális befektetőkhöz, hogy jegyezzenek részvényeket.
A részvénytársaság előre meghatározott tőkéje egyenlő részösszegekre osztott, amelyeket értékpapír tanúsít, és amelyeknek értékét a részvényesek szolgáltatták be a társaságnak. Az alaptőkét a részvényesek adják össze, amely vagy készpénzből, különböző tárgyakból (apportból), vagy mindkettőből áll, de ez utóbbiak értékét is becsült értékben nyilvánosságra hozzák. A részvény névértéke az alaptőke bizonyos hányadát képviseli. A részvénytulajdonos tehát a vállalat eszmei hányadának tulajdonosa. 
A részvénytársaság lehet nyílt (magyar rövidítése nyrt.) vagy zárt (zrt.). A nyílt részvénytársaság a részvényeit a tőzsdére viszi, míg a zárt részvénytársaság részvényei nincsenek a tőzsdére bevezetve. Minden részvénytársaság eredendően zártkörűen jön létre, de ezután a részvénytársaság közgyűlésének joga dönteni arról, hogy zártból nyílttá váljon, vagy esetleg idővel ismét zárt legyen. A részvénytársaság legfőbb szerve a közgyűlés, a társaság minden részvényesének jogában áll a közgyűlés tevékenységében részt venni. A részvénytársaság minden egyéb ügyében is a közgyűlés dönt.
A részvénytársaság másik fontos szervei még az igazgatóság, a felügyelőbizottság, a könyvvizsgáló, valamint az audit bizottság; ezek nyrt.-nél kötelezőek, zrt.-nél viszont ebben a formában bizonyos esetekben elhagyhatók.
A részvények joga a részvénytársaság belső jogviszonyait, vagyis a társaknak a társasággal szemben fennálló jogait és kötelességeit tartalmazza. Amíg a közkereseti és a betéti társaságnál a kogens szabályok csak a külső viszonyokra vonatkoznak, addig a részvénytársaságnál a törvényi szabályozás a belső viszonyokra is szigorú rendelkezéseket ír elő, amely a társasági tagok szabályszerűen létrejött határozataival sem megváltoztatható. Ennek oka, hogy a részvénytársaságnak nagy az alaptőkéje, nagy a szervezete, a részvényesek általában nem is ismerik egymást, a korrekt működéshez tehát törvényes garanciák szükségeltetnek.
Az alaptőkét adó részvények lehetnek:
- törzsrészvények,
- elsőbbségi részvények,
- dolgozói részvények,
- kamatozó részvények,
- visszaváltható részvények.

A részvénytársasági forma egyik legfőbb újítása a többi vállalati formához képest, hogy külön választotta a tőketulajdont és a tőkefunkciót. Egy olyan tőkeegyülésként írható le, ahol a társaság tagjaitól leginkább függetlenül tud működni. A részvények legnagyobb ereje a forgalomképességükben rejlik. Törvényi erejüknél fogva forgathatóak, és a bemutatóra szóló értékpapírok esetén már átadással is átruházhatók.
A részvénytársaság részvényeseinek két típusa különül el: az egyik kisebb csoport az állandó nagy részvényesek, akik megszűntek névtelen tőkésnek lenni és döntő befolyást tudtak gyakorolni a vállalat irányítására; a másik a kisrészvényesek nagy tömege, akik csak az osztalék vagy az árfolyamnyereség érdekében vásároltak részvényeket, de a társaság ügyeibe nem tudnak s általában nem is akarnak beleszólni. 
A részvényesek tulajdonosok, vagyoni, társasági és egyéb jogokkal rendelkeznek. 
Vagyoni jogok: 
- az osztalékhoz való jog (a nyereség reá eső részéhez való jog);
- likviditási hányadhoz való jog (amikor a társaságot megszüntették és már minden kötelezettséget teljesítettek, a fennmaradó vagyontömeget a részvényesek között arányosan szétosztották).

Társasági jogok: 
- a közgyűlésen való részvételi, hozzászólási és javaslattételi jog;
- a közgyűlési döntések vonatkozásában részvényarányos szavazati jog;
- aktív és passzív választójog;
- a részvénytársaság működésének ellenőrzése.

Az egyéb jogok keretébe tartozik a közgyűlési határozatok bíróság előtti megtámadásának joga, ha az alapszabály így rendelkezik, az alaptőke felemelése esetén elővásárlási jog és az alapszabályban megállapított egyéb részvényesi jogok.

## Egyéb típusok, elnevezések a világból
(A lista a teljesség igénye nélküli és a társaságok működése eltérhet az adott ország vonatkozó jogszabályai alapján.)
- Société anonyme (SA) Franciaország és számos afrikai ország
- Sociedade Anónima (SA) Portugália és más afrikai ország
- Sociedad Anónima vagy Sociedad por Acciones (SA) Spanyolország
- Spółka Akcyjna (SA) Lengyelország
- Societate pe Acțiuni (SA) Románia
- Società per azioni (SpA) Olaszország
- Anonymi Etaireia (Ανώνυμη Εταιρεία, A.E.) Görögország
- Naamloze vennootschap (NV) Hollandia
- Perseroan Terbatas Terbuka (P.T. Tbk.) Indonézia
- Berhad (Bhd.) Malajzia
- Anonim Şirket (A.Ş.) vagy Anonim Ortaklık (A.O.) Törökország
- Corporación anónima (C.A.) Ecuador és Venezuela
- Shoqëri Aksionare (Sh.a.) Albánia
- Dioničko društvo (d.d.) Horvátország és Bosznia-Hercegovina
- Aktieselskab (A/S) Dánia
- Aktsiaselts (AS) Észtország
- Aktiengesellschaft (AG) Németország, Ausztria és részben Svájc
- Osakeyhtiö (Oy) Finnország
- Hlutafélag (Hf) Izland
- Akcinė bendrovė (AB) Litvánia
- Private Limited (Pvt. Ltd.) India
- Public limited company (plc) Egyesült Királyság és Írország
- Kabushiki gaisha (K.K.) Japán
- Aksjeselskap (AS) Norvégia
- Akciju sabiedrība (AS) Lettország
- Aktiebolag (AB) Svédország
- Akciová spoločnosť (a.s.) Szlovákia
- Akciová společnost (a.s.) Csehország
- Акционерно дружество, Aktsionerno druzhestvo (АД) Bulgária
- Акционерско друштво, Aktsionersko drushtvo (АД) Észak-Macedónia
- Деоничарско друштво, Deoničarsko društvo (d.d.) vagy Акционарско друштво, Akcionarsko društvo (a.d.) Szerbia
- Акціонерне товариство, Aktsionerne tovarystvo (AT) Ukrajna
- Акционерное общество, Aktsionernoye obshchestvo (AO) Oroszország
- Publicly traded company vagy Incorporated (Inc.) USA
- Private Limited (Pte. Ltd.) Szingapúr
- Công ti cổ phần Vietnám
- 股份有限公司 Kína

## Fordítás
- Ez a szócikk részben vagy egészben  a   S.A. (corporation) című angol Wikipédia-szócikk fordításán alapul.  Az eredeti cikk szerkesztőit annak laptörténete sorolja fel. Ez a jelzés csupán a megfogalmazás eredetét és a szerzői jogokat jelzi, nem szolgál a cikkben szereplő információk forrásmegjelöléseként.